# Castelvetrano
Castelvetrano is een gemeente in de Italiaanse provincie Trapani (regio Sicilië) en telt 30.369 inwoners (31-12-2004). De oppervlakte bedraagt 206,5 km², de bevolkingsdichtheid is 147 inwoners per km².
De volgende frazioni maken deel uit van de gemeente: Triscina di Selinunte en Marinella di Selinunte.

## Bezienswaardigheden
Het centrum van Castelvetrano bestaat uit drie met elkaar verbonden pleinen en de meeste bezienswaardigheden bevinden zich binnen dit gebied. Aan het Piazza Garribaldi, het grootste plein, staat de 16e-eeuwse Chiesa Madre, de belangrijkste kerk van de stad. Nabij de kerk staat het neoclassicistische Teatro Selinus uit 1873.
Vier kilometer ten westen van Castelvetrano staat het landgoed de Santissima Trinità di Delia, een kerk in Arabisch-Normandische stijl.

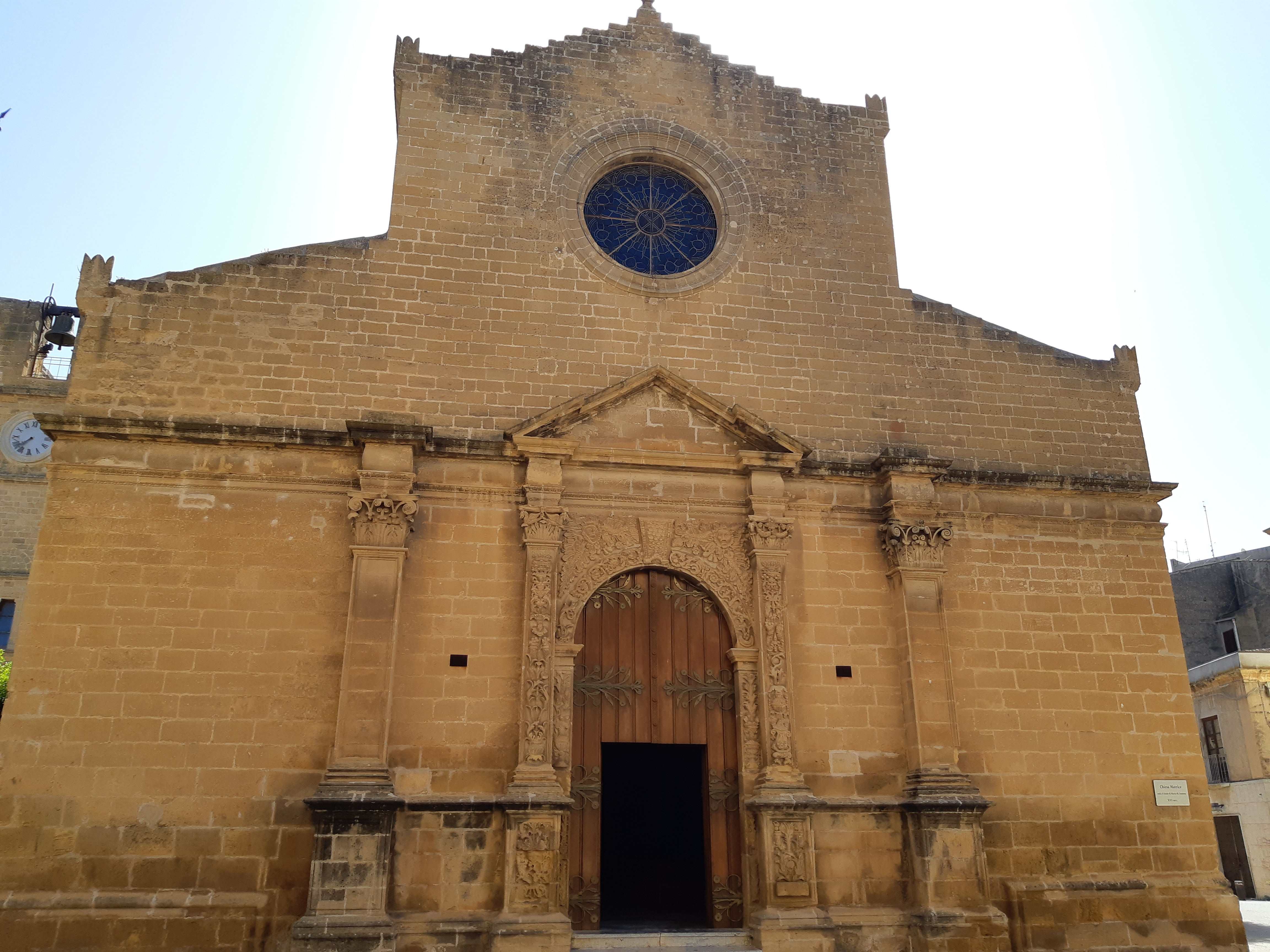
Chiesa Madre
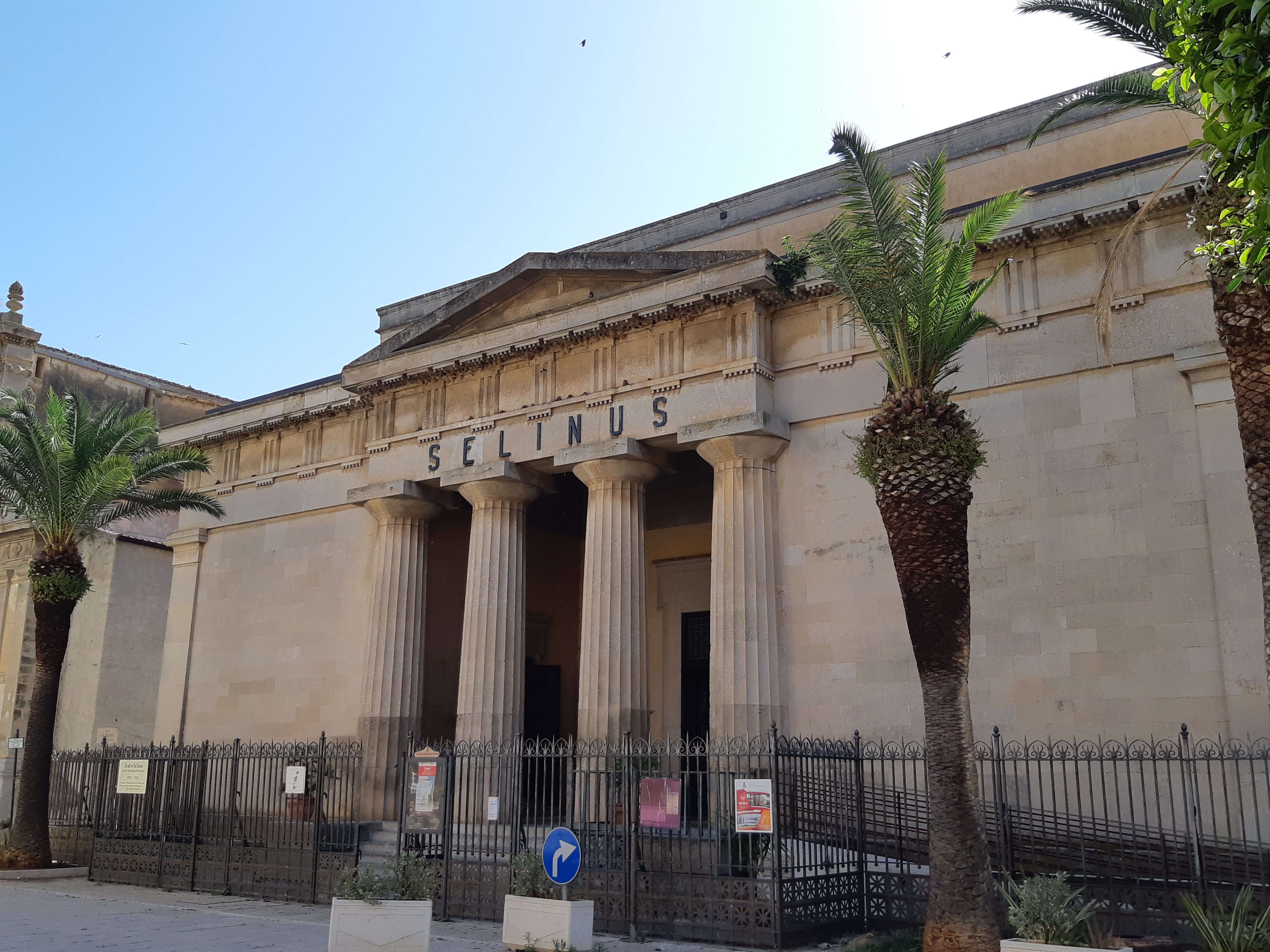
Teatro Selinus
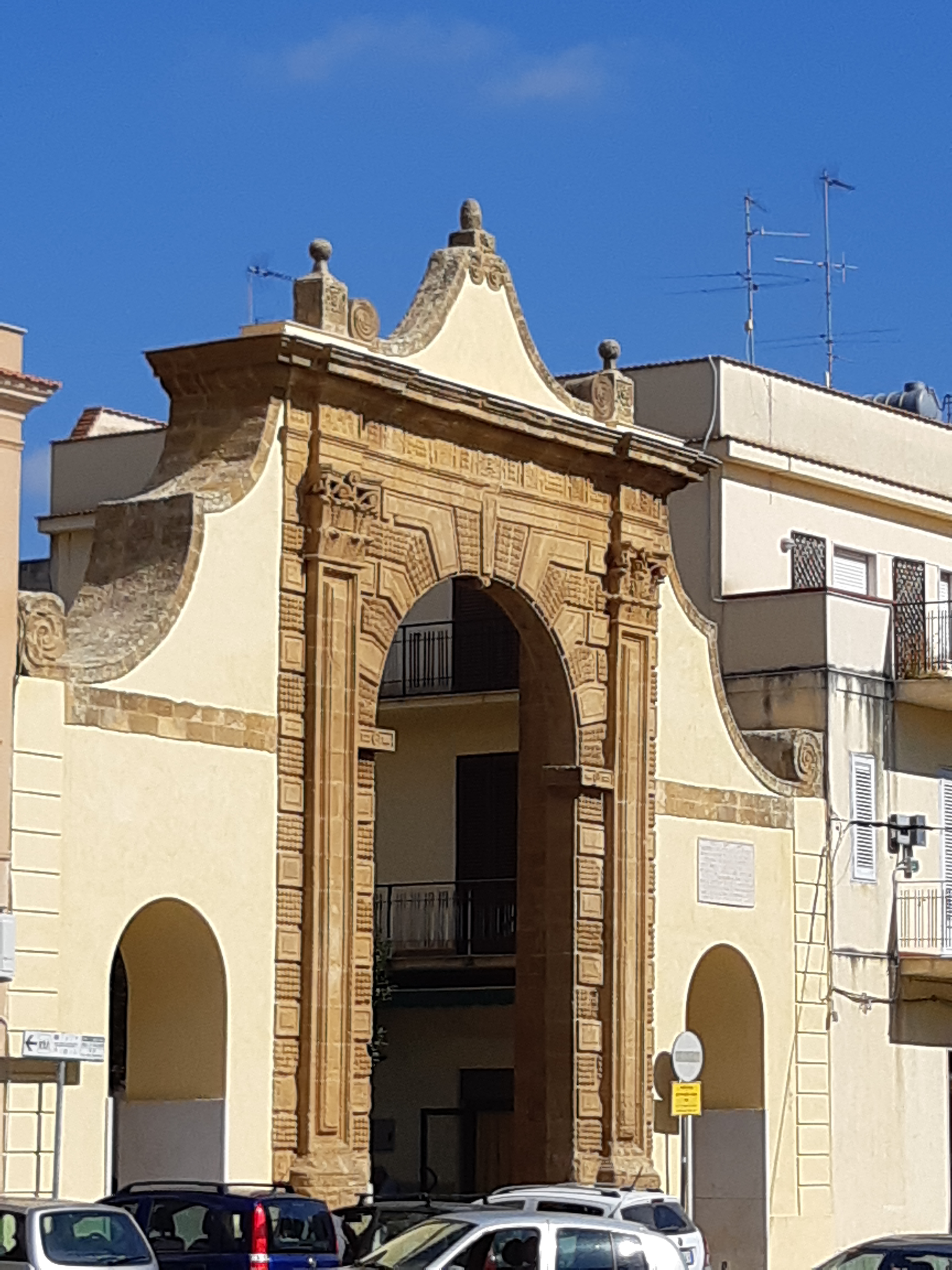
Porta Garibaldi

## Demografie
Castelvetrano telt ongeveer 11764 huishoudens. Het aantal inwoners steeg in de periode 1991-2001 met 0,8% volgens cijfers uit de tienjaarlijkse volkstellingen van ISTAT.
| Jaar | Inwoneraantal |
| ---- | ------------- |
| 1991 | 30.272        |
| 2001 | 30.518        |

## Geografie
De gemeente ligt op ongeveer 187 meter boven zeeniveau.
Castelvetrano grenst aan de volgende gemeenten: Campobello di Mazara, Mazara del Vallo, Menfi (AG), Montevago (AG), Partanna, Salemi en Santa Ninfa.

## Geboren in Castelvetrano
- Matteo Messina Denaro (1962-2023), maffioso
- Giovanni Gentile (1875-1944), fascistisch filosoof en politicus

Alcamo · Buseto Palizzolo · Calatafimi-Segesta · Campobello di Mazara · Castellammare del Golfo · Castelvetrano · Custonaci · Erice · Favignana · Gibellina · Marsala · Mazara del Vallo · Paceco · Pantelleria · Partanna · Petrosino · Poggioreale · Salaparuta · Salemi · San Vito Lo Capo · Santa Ninfa · Trapani · Valderice · Vita
1. ↑  https://demo.istat.it/?l=it.